# Valois Renáta modenai hercegné
Valois Renáta (Renée de Valois, 1510. október 25. – 1574. június 12.) apja révén francia királyi hercegnő, anyja jogán breton hercegnő, házassága folytán modenai és ferrarai hercegné.
Szülei nyolcadik gyermekeként született a blois-i kastélyban, Franciaországban. Apja XII. Lajos francia király, anyja pedig Bretagne-i Anna hercegnő volt. Egy életben maradt nővére volt, Klaudia, aki I. Ferenc francia király felesége lett 1514-ben. A kislány érkezése némileg csalódást okozott az országnak és a királyi párnak, mivel fiúgyermeket szerettek volna, egy trónörököst, s részben ez volt az oka annak, hogy Lajos elvált Annától, mivel azt remélte, következő frigyéből megszületik majd a hőn áhított fiúgyermek. (Anna kilencszer esett teherbe házasságuk 15 éve alatt: 1499-ben született Klaudia, 1500-ban egy elvetélt fiú, 1503-ban egy halvaszületett fiú és egy vetélés is, 1505-ben egy újabb vetélés, és 1508-ban halva született fiúgyermek, 1509-ben egy vetélés, 1510-ben jött világra Renáta, és végül 1512-ben ismét egy halva született fiúcsecsemő).
1515-ben meghalt édesapja, akinek következő hitvesétől, Tudor Mária angol hercegnőtől nem született gyermeke, így a király fiúutód nélkül hagyta az országot, s a trónt veje, Ferenc foglalta el. Renáta négyesztendősen már félárva lett, amikor anyja mindössze 36 évesen elhunyt, 1524-ben pedig egyetlen nővérét, Klaudiát ragadta el a halál, csupán 25 évesen.
Renáta 1528 áprilisában nőül ment Ferrara hercegéhez, II. Herkuleshez, Lucrezia Borgia fiához. Első gyermekük, Anna 1531-ben jött világra, őt követte 1533-ban Alfonz, Lukrécia pedig 1535-ben, 1537-ben született Eleonóra, majd 1538-ban Lajos. Renáta 1536-ban vált Kálvin János tanainak egyik követőjévé, s tanúja lehetett a római katolikusok és a kálvinisták között lezajlott második és harmadik vallásháborúnak is, valamint a Szent Bertalan-éji mészárlásnak (1567 és 1568–1570, 1572).
A hercegné 1559-ben özvegyült meg, 31 évnyi házasság után, 1560-ban pedig visszaköltözött szülőhazájába, ahol 14 évvel később, 63 éves korában hunyt el, Montargis-ban.